# Stenocercus carrioni
Espèce
Stenocercus carrioni est une espèce de sauriens de la famille des Tropiduridae.

## Répartition
Cette espèce est endémique d'Équateur. Elle se rencontre dans les provinces d'El Oro et de Loja.

## Étymologie
Cette espèce est nommée en l'honneur de Clodoveo Carrión Mora (1883-1957).

## Publication originale
- Parker, 1934 : Reptiles and amphibians from southern Ecuador. Annals and Magazine of Natural History, ser. 10, vol. 14, p. 264-273.